# Corday-Morgan-Preis
Der Corday-Morgan-Preis, bis 2008 als Corday-Morgan-Medaille bezeichnet, ist eine seit 1949 bestehender Wissenschaftspreis, der von der britischen Fachvereinigung Royal Society of Chemistry (RSC) für verdienstvolle Beiträge im Bereich der Chemie verliehen wird.
Die Vergabe erfolgt jährlich durch eine für Ehrungen zuständige Arbeitsgruppe der RSC an bis zu drei Empfänger, die zum Stichtag der Nominierung das 40. Lebensjahr noch nicht vollendet haben und im Vereinigten Königreich tätig sein sollen. Der Preis ist mit einem Preisgeld in Höhe von 5000 Pfund Sterling dotiert und besteht aus einer Medaille sowie einem Zertifikat. Er geht auf den britischen Chemiker Gilbert Thomas Morgan zurück, der in seinem Nachlass die Gründung eines Gedenkfonds verfügte, der nach seinen Eltern Thomas Morgan und Mary-Louise Corday benannt ist. Die Zahl der möglichen Empfänger wurde 1964 zunächst auf zwei und drei Jahre später auf drei erhöht. 2023 gab es sogar vier Preisträger.
Vier Preisträger der ersten sieben Jahre (1949–1955) erhielten im weiteren Verlauf ihrer Karriere einen Nobelpreis für Chemie.

## Preisträger
- 1949: Derek H. R. Barton – Nobelpreisträger für Chemie 1969
- 1950: Ronald Nyholm
- 1951: Frederick Sanger – Nobelpreisträger für Chemie 1958 und 1980
- 1952: James Baddiley
- 1953: John W. Cornforth – Nobelpreisträger für Chemie 1975
- 1954: Rex Edward Richards
- 1955: George Porter – Nobelpreisträger für Chemie 1967
- 1956: K. W. Bagnall
- 1957: George Wallace Kenner
- 1958: C. Kemball
- 1959: Alan Battersby
- 1960: R. N. Haszeldine
- 1961: Franz Sondheimer
- 1962: Neil Bartlett
- 1963: G. Sim
- 1964: H. M. Frey, A. Ian Scott
- 1965: J. I. G. Cadogan, R. Mason
- 1966: R. N. Dixon, M. L. E. Tobe
- 1967: Alan Carrington, R. O. C. Norman, John Meurig Thomas
- 1968: A. Fish, F. McCapra, D. H. Williams
- 1969: P. Day, M. Green, Gordon William Kirby
- 1970: A. David Buckingham, D. W. Cameron, N. B. H. Jonathan
- 1971: M. J. Perkins, L. F. Phillips, P. L. Timms
- 1972: Malcolm L. H. Green, D. Husain, P. G. Sammes
- 1973: Jack Baldwin, G. R. Luckhurst, J. F. Nixon
- 1974: L. D. Hall, B. F. G. Johnson, A. McKillop
- 1975: R. J. Donovan, J. A. Osborn, G. Pattenden
- 1976: M. R. Churchill, R. Grice, K. M. Smith
- 1977: L. D. Barron, B. T. Golding, J. S. Ogden
- 1978: Philip D. Magnus, D. M. P. Mingos, George M. Sheldrick
- 1979: Malcolm Harold Chisholm, G. A. Kenney-Wallace, S. M. Roberts
- 1980: G. Hancock, S. A. R. Knox, Steven Ley
- 1981: Christopher M. Dobson, B. J. Howard, D. A. Jefferson
- 1982: A. K. Cheetham, Robert H. Crabtree, T. J. Simpson
- 1983: David J. Cole-Hamilton, W. Jones, W. B. Motherwell
- 1984: N. J. Cooper, Stephen G. Davies, A. Harriman
- 1985: W. Clegg, Peter P. Edwards, C. J. Moody
- 1986: A. G. M. Barrett, G. Christou, P. R. Raithby
- 1987: J. M. Newsam, A. G. Orpen, D. Parker
- 1988: F. G. N. Cloke, G. A. Morris, P. J. Sarre, S. G. Withers
- 1989: M. N. R. Ashfold, D. C. Clary, M. Schroder
- 1990: D. Crich, P. W. Fowler, I. P. Rothwell
- 1991: D. Gani, J. M. Hutson, Stephen Mann
- 1992: P. D. Beer, T. C. Gallagher, D. E. Logan
- 1993/94: V. C. Gibson, N. S. Simpkins, T. P. Softley
- 1995: A. R. Barron, J. G. Frey, G. F. R. Parkin
- 1996: D. W. Bruce, M. J. Hampden-Smith, N. J. Turner
- 1997: I. Manners, D. E. Manolopoulos, D. M. O’Hare
- 1998: Varinder Aggarwal, J. P. Attfield, D. Craig
- 1999: K. D. M. Harris, C. A. Hunter, M. D. Ward
- 2000: C. D. Bain, Matthew J. Rosseinsky, J. M. J. Williams
- 2001: H. L. Anderson, G. J. Davies, S. M. Howdle, P. R. Unwin
- 2002: A. Armstrong, Shankar Balasubramanian, R. E. Morris, S. D. Price
- 2003: Jonathan Clayden, M. W. George, G. C. Lloyd-Jones
- 2004: Stuart C. Althorpe, David MacMillan, James H. Naismith
- 2005: Benjamin G. Davis, Helen H. Fielding, Philip A. Gale
- 2006: Neil R. Champness, Timothy J. Donohoe, Jeremy N. Harvey
- 2008: Stephen Faulkner, Adam Nelson, David Tozer
- 2009: Andy Cooper, Andrew deMello, Duncan Graham
- 2010: Euan Brechin, Jason Chin, Jonathan Steed
- 2011: Michaele Hardie, Fred Manby, Jonathan Nitschke
- 2012: Polly Arnold, Leroy Cronin, David K. Smith
- 2013: Matthew Gaunt, Martin Heeney, Jonathan Reid
- 2014: Milo Shaffer, David Spring, Molly Stevens
- 2015: Sharon Ashbrook, Andrei Khlobystov, Stephen Liddle
- 2016: Ian Fairlamb, Angelos Michaelides, Charlotte Williams
- 2017: Andrew Goodwin, Eva Hevia, Tuomas Knowles
- 2018: Erwin Reisner, Oren Scherman, Magdalena Titirici
- 2019: Roel Dullens, Igor Larrosa, Aron Walsh
- 2020: Madhavi Krishnan, Rachel O’Reilly, Edward Tate
- 2021: Matthew Fuchter, Junwang Tan, Jan Verlet
- 2022: Andrew Dove, Rebecca Goss
- 2023: Graeme Day, Carmen Domene, Tomislav Friščić, Richard Layfield
- 2024: Gonçalo Bernardes, Matthew Gibson, Marina Kuimova[1]